# Garrajávrrit (södra)
Garrajávrrit (södra) är en sjö i kommunen Enontekis i landskapet Lappland i Finland. Sjön ligger 540,6 meter över havet. Arean är 36 hektar och strandlinjen är 4,94 kilometer lång. Sjön  ingår i Torne älvs huvudavrinningsområde.   Den ligger omkring 330 kilometer nordväst om Rovaniemi och omkring 1000 kilometer norr om Helsingfors. 
Öster om Garrajávrrit (södra) ligger Karravaarri. 